# ديبغلو
ديبغلو هي قرية في مقاطعة هريس، إيران. عدد سكان هذه القرية هو 193 في سنة 2006.